# دمیرچیان
دمیرچیان (زبان ارمنی: Դեմիրճյան), یکی از نام‌های خانوادگی رایج در میان ارمنیان می‌باشد.
- استپان دمیرچیان، سیاست‌مدار (فرزند کارن دمیرچیان)
- درنیک دمیرچیان، شاعر، رمان‌نویس، نمایش‌نامه‌نویس، مترجم
- کارن دمیرچیان، سیاست‌مدار

## مرتبط
- مجموعه کارن دمیرچیان